# 솜칫 총초호
솜칫 총초호(태국어: สมจิตร จงจอหอ, 1975년 1월 19일~)은 태국의 전직 권투 선수이다. 2008년 하계 올림픽에서 남자 플라이급 금메달을 획득했으며 세계 선수권 대회에서 금메달 1개, 은메달 1개를 획득했다.